# Сан-Маркос (Каліфорнія)
Сан-Маркос (англ. San Marcos) — місто (англ. city) в США, в окрузі Сан-Дієго штату Каліфорнія. Передмістя Сан-Дієго. Населення — 94 833 особи (2020). Було засноване 28 січня 1963, місто хартії з 4 липня 1994 року.
На честь розташованого тут кампуса коледжу Паломар (Palomar) на одному з пагорбів розташована видима здалеку літера P.

## Географія
Сан-Маркос розташований за координатами 33°8′2″ пн. ш. 117°10′10″ зх. д. / 33.13389° пн. ш. 117.16944° зх. д. (33.133893, -117.169367).  За даними Бюро перепису населення США в 2010 році місто мало площу 63,17 км², з яких 63,12 км² — суходіл та 0,05 км² — водойми.

## Демографія
Згідно з переписом 2010 року, у місті мешкала 83 781 особа в 27 202 домогосподарствах у складі 19 811 родини. Густота населення становила 1326 осіб/км².  Було 28641 помешкання (453/км²).
Расовий склад населення:
| - 63,5 % — білих - 9,0 % — азіатів - 2,3 % — чорних або афроамериканців - 0,7 % — корінних американців - 0,4 % — вихідців з тихоокеанських островів - 18,9 % — осіб інших рас |

До двох чи більше рас належало 5,1 %. Частка іспаномовних становила 36,6 % від усіх жителів.
За віковим діапазоном населення розподілялося таким чином: 27,8 % — особи молодші 18 років, 62,0 % — особи у віці 18—64 років, 10,2 % — особи у віці 65 років та старші. Медіана віку мешканця становила 32,9 року. На 100 осіб жіночої статі у місті припадало 95,6 чоловіків;  на 100 жінок у віці від 18 років та старших — 92,6 чоловіків також старших 18 років.
Середній дохід на одне домашнє господарство  становив 76 791 долар США (медіана — 57 822), а середній дохід на одну сім'ю — 86 093 долари (медіана — 65 746). Медіана доходів становила 46 938 доларів для чоловіків та 41 126 доларів для жінок. За межею бідності перебувало 16,0 % осіб, у тому числі 15,4 % дітей у віці до 18 років та 10,0 % осіб у віці 65 років та старших.
Цивільне працевлаштоване населення становило 39 116 осіб. Основні галузі зайнятості: освіта, охорона здоров'я та соціальна допомога — 17,8 %, науковці, спеціалісти, менеджери — 13,9 %, виробництво — 12,2 %, роздрібна торгівля — 11,9 %.